# Sakhipur Upazila
Sakhipur Upazila är ett underdistrikt i Bangladesh.   Det ligger i provinsen Dhaka, i den centrala delen av landet, 70 km norr om huvudstaden Dhaka.
Trakten runt Sakhipur Upazila består till största delen av jordbruksmark. Runt Sakhipur Upazila är det tätbefolkat, med 659 invånare per kvadratkilometer.